# Kenai-Fjords-Nationalpark
Der Kenai-Fjords-Nationalpark (englisch Kenai Fjords National Park) ist ein Nationalpark in den USA auf der Kenai-Halbinsel im südlichen Alaska. Im Park liegt das Harding Icefield, das größte Eisfeld in den Vereinigten Staaten.
Der Park ist für den 1600 Meter hohen, vollständig vom 777 km² großen Harding-Eisfeld verhüllten Mount Kenai bekannt. Mehrere Gletscher münden in den Nordpazifik.
Der Nationalpark mit einer Fläche von über 2700 km² und einer 992 km langen Küstenlinie, der kleinste Nationalpark Alaskas. Er wurde am 2. Dezember 1980 im Rahmen des Alaska National Interest Lands Conservation Acts ausgewiesen. Der Park wird von der Weltnaturschutzunion in der Kategorie II (Nationalpark) geführt.

## Geografie

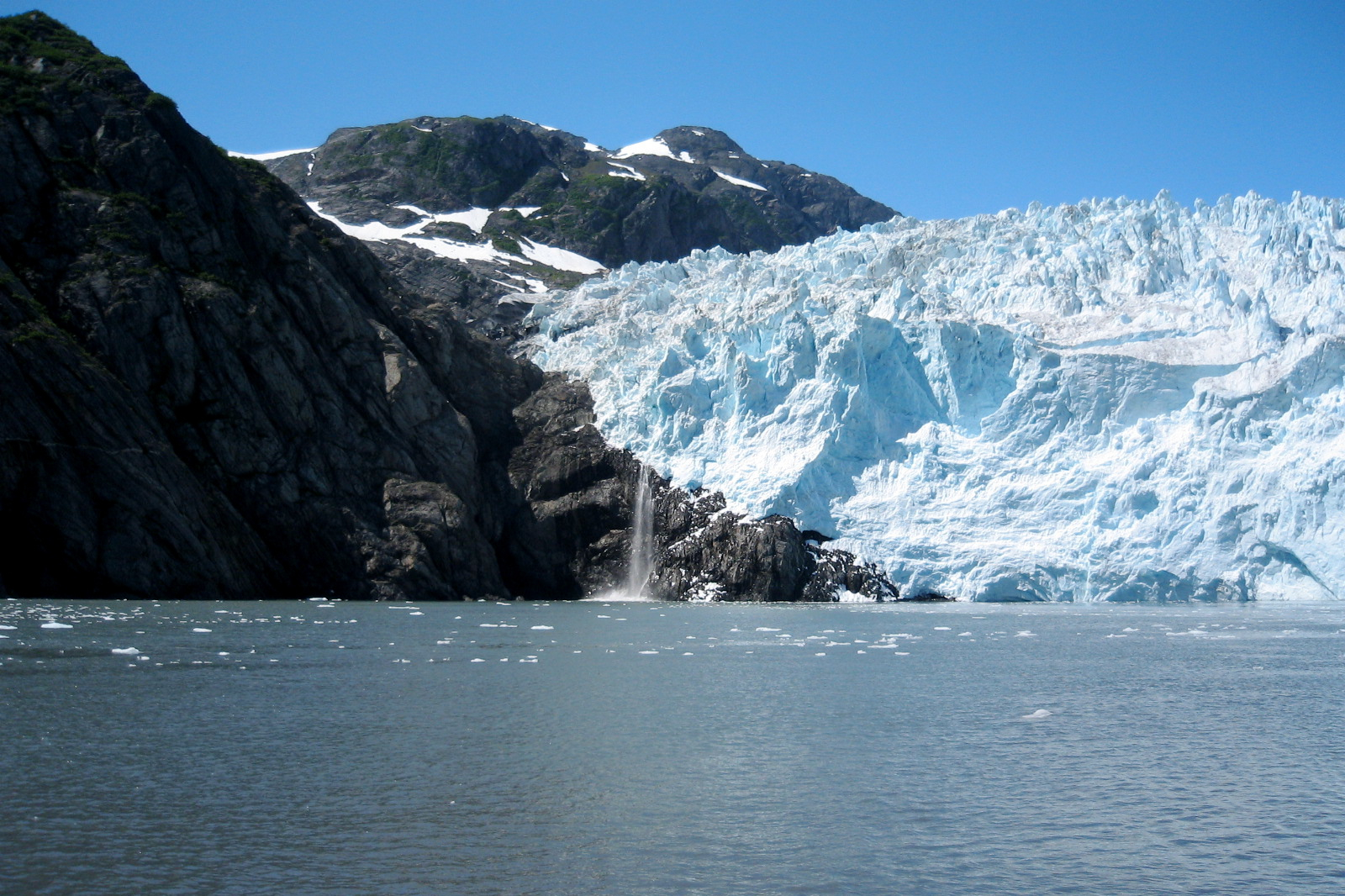
Aialik-Gletscher im Kenai Fjords Nationalpark

Der Nationalpark befindet sich auf der südöstlichen Seite der Kenai-Halbinsel, etwa 210 Kilometer südlich von Anchorage. Die nächstgelegene Stadt ist Seward an der Resurrection Bay. Ein großer Teil des Parks ist vom Harding-Eisfeld bedeckt. Die höchste Erhebung ist ein namenloser Gipfel in den Kenai Mountains mit einer Höhe von 1970 Metern. Die Landschaft des Parks wurde durch Plattentektonik geformt, da hier die Pazifische Platte unter die Nordamerikanische Platte abtaucht.
Die Temperaturen im regnerischen Sommer liegen im Durchschnitt zwischen 10 °C und 15 °C.
Die Kenai-Fjords sind stark vergletschert, 51 Prozent des Parks sind mit Eis bedeckt. Das Harding-Eisfeld erhält 18 m Schneefall pro Jahr. Mehr als dreißig Gletscher haben ihren Ursprung in dem Eisfeld, das sich vor etwa 23.000 Jahren bildete. In einem 16-jährigen Untersuchungszeitraum ist das Eisfeld um 3 Prozent zurückgegangen. Der größte Gletscher des Parks ist der Bear-Gletscher. Der am besten zugängliche Gletscher und der einzige Teil des Parks, der über eine Straße zugänglich ist, ist der Exit-Gletscher.

## Fauna
Die Gletscherlandschaft des Kenai-Fjords-Nationalparks zieht sich immer mehr zurück. Die Gletscher schrumpfen und das Eis gibt Land frei, das von Lebewesen besiedelt wird.
Im Park kommen große Landsäugetiere wie Grizzlybären, Schwarzbären, Elche und Schneeziegen vor, aber auch Kleinsäuger wie Nordamerikanische Fischotter und Biber. Im Bereich des Nationalparks gibt es auch Meeressäugetiere wie Seeotter, Seehunde und Stellersche Seelöwen. An der Küste des Golfs von Alaska findet man verschiedene Walarten, unter anderem Schwertwale, Finnwale, Buckelwale und Zwergwale. Auch der Weißstreifendelfin ist in diesen Gewässern anzutreffen.
Zu den bekanntesten Vogelarten im Kenai-Fjords-Nationalpark gehören Weißkopfseeadler sowie wie Alke, wie der Gelbschopflund und Hornlund.